# Johann Heinrich Adolf Logemann

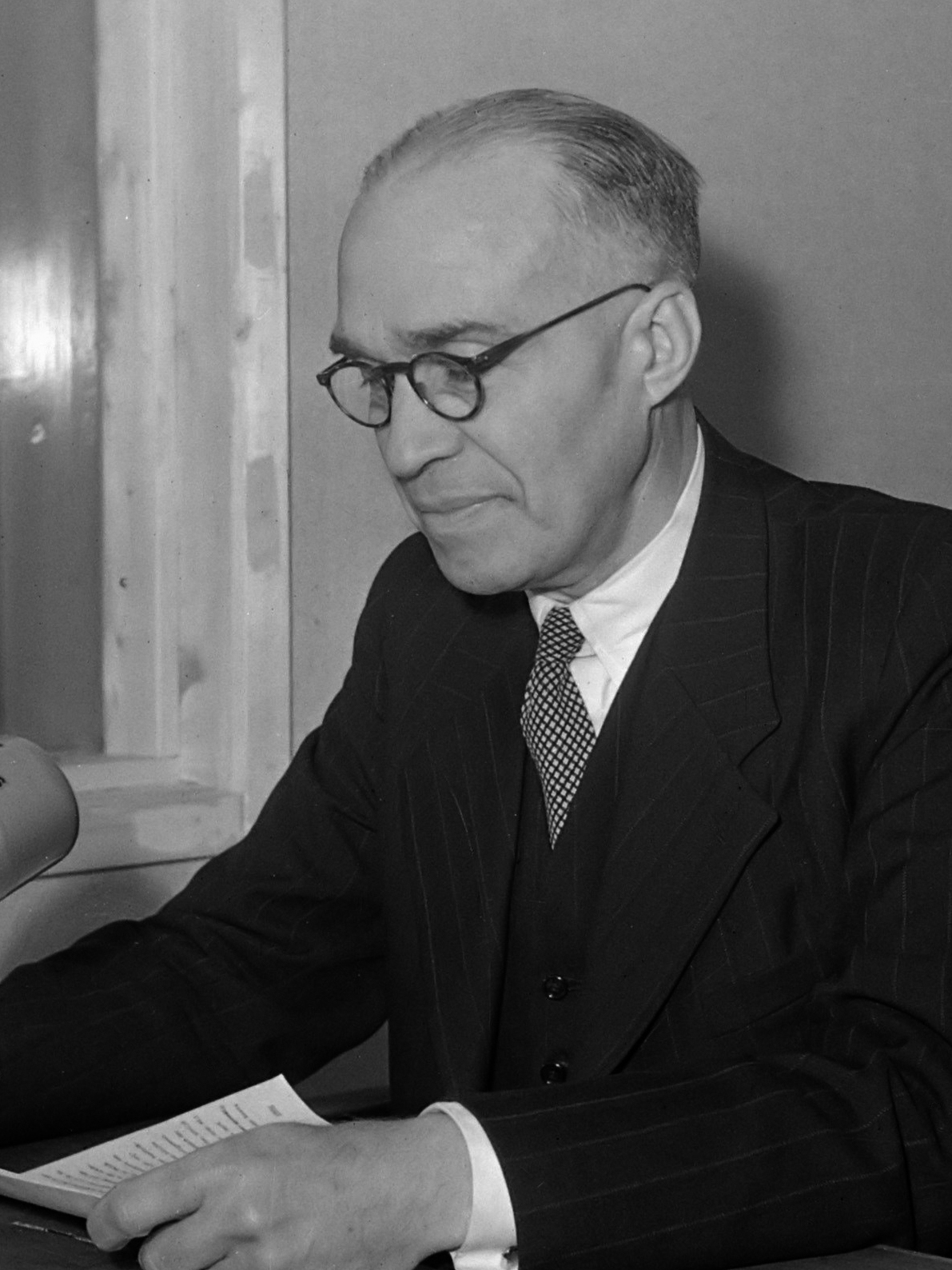
Johann Heinrich Adolf Logemann (1945)

Johann Heinrich Adolf Logemann (* 19. Januar 1892 in Rotterdam; † 12. November 1969 in Noordwijkerhout) war ein niederländischer Jurist, Hochschullehrer und Politiker der Partij van de Arbeid (PvdA).

## Leben
Nach dem Besuch der Grundschule sowie der Öffentlichen Höheren Bürgerschule in Rotterdam absolvierte er zwischen 1909 und 1912 in Leiden eine Berufsbildung zum Beamten in der Niederländischen Kolonialverwaltung. Im Anschluss war er zunächst von 1912 bis 1913 Verwaltungsbeamter beim Vizepräsidenten in Blora in Niederländisch-Indien und dann dort erst Vizekontrolleur sowie schließlich von 1913 bis 1914 Kontrolleur. Danach wurde er 1914 Kontrolleur in Bodjonegara und von 1915 bis 1921 Diensthabender Beamter für Schädlingsbekämpfung in Soerakarta in Niederländisch-Indien, ehe er dort zwischen 1921 und 1923 Diensthabender Inspektor für Wohnungsverbesserung und Schädlingsbekämpfung war.
Daneben absolvierte er von 1921 bis 1923 ein Studium in den Fächern Indologie und Rechtswissenschaften an der Rijksuniversiteit Leiden, wobei er das Studium der Rechtswissenschaften 1923 mit der Promotion mit einer Dissertation zum Thema De grondslagen der vennootschapsbelasting in Nederland en Indië cum laude abschloss.
Nach seiner Rückkehr nach Niederländisch-Indien war er 1924 kurzzeitig Geschäftsführender Generalzahlmeister in Batavia und übernahm dann im Oktober 1939 eine Professur für Staats- und Verwaltungsrecht an der Rechtshochschule von Batavia, an der er bis 1939 lehrte. Nach seiner Rückkehr in die Niederlande wurde er im Juli 1940 von der deutschen Besatzungsmacht festgenommen und im KZ Buchenwald interniert. Im November 1941 wurde Logemann von dort in das Lager Haaren verlegt und befand sich zuletzt von Mai 1942 bis September 1944 im Geisellager Sint-Michielsgestel.
Nach dem Ende des Zweiten Weltkrieges wurde er im Juni 1945 zum Minister für Überseegebiete in das Kabinett von Ministerpräsident Willem Schermerhorn berufen und gehörte diesem bis Juli 1946 an. Während seiner Amtszeit wurde er konfrontiert mit der Ausrufung der Republik Indonesien am 17. August 1945 und der anschließenden Befreiung der Indonesier im indonesischen Unabhängigkeitskrieg. Er wollte mit Sukarno wegen dessen Bindungen an die japanische Besatzungsmacht während des Krieges nicht verhandeln, sondern führte auf dem Landgut De Hoge Veluwe mit anderen indonesischen Politikern – letztlich allerdings erfolglose – Gespräche über die Zukunft von Niederländisch-Ostindien.
Darüber hinaus war er als Vertreter der PvdA von Juni 1946 bis Oktober 1947 Mitglied der Zweiten Kammer der Generalstaaten. Zuletzt war Logemann nach seinem Ausscheiden aus dem Parlament von Oktober 1947 bis zu seiner Emeritierung im September 1962 Professor für Staats- und Verwaltungsrecht von Niederländisch-Indien, Suriname und Curaçao sowie Allgemeine Staatslehre an der Rijksuniversiteit Leiden.
Seit 1929 war er korrespondierendes und seit 1946 ordentliches Mitglied der Königlich Niederländischen Akademie der Wissenschaften (KNAW).

## Veröffentlichungen
- Het staatsrecht van Nederlands-Indië, 1947
- Over de theorie van een stellig staatsrecht, 1948
- Het staatsrecht van Indonesië, 1954
- Nieuwe gegevens over het ontstaan van de Indonesische Grondwet van 1945, 1962